# JAWS
JAWS (с англ. — «Job Access With Speech», доступ к действиям с помощью речи) — программа для чтения с экрана компьютера, предназначенная для людей с ослабленным зрением (программа экранного доступа). Разработана группой слепых и слабовидящих людей из Freedom Scientific в Сент-Питерсберг, штат Флорида, США. Цель продукта состоит в том, чтобы персональные компьютеры, использующие операционную систему Microsoft Windows, были доступны для слепых и слабовидящих пользователей. Чтение происходит путём предоставления пользователю информации, отображаемой на экране, через озвучивание текста на экране (text-to-speech) и с помощью шрифта Брайля, позволяющего без ограничений пользоваться клавиатурой.
JAWS позволяет пользователям создавать скрипты, которые могут изменять размеры и тип информации и которые позволяют использовать JAWS с программами, для этого не предназначенными (например, в программах, не использующих Панель управления).

## История
JAWS первоначально выпустил в 1989 году Тед Хентер — бывший мотоциклист, потерявший зрение в 1978 году в результате дорожно-транспортного происшествия. В 1985 году Хентер получил инвестиции от Билла Джойса в размере 180 000 долларов США и основал Henter-Joyce Corporation в Сент-Питерсберге (Флорида, США). В 1990 году Джойс продал Теду Хентеру свою долю в компании. В апреле 2000 года Henter-Joyce, Blazie Engineering и Arkenstone Inc. объединились, образовав Freedom Scientific.
JAWS изначально создавался для операционной системы MS-DOS. Это была одна из немногих программ для чтения с экрана, работающих в текстовом режиме MS-DOS. Уникальностью JAWS в то время было использование каскадных меню в стиле приложений Lotus 1-2-3. Отличие JAWS от других программ для чтения было использование макросов для настройки пользовательского интерфейса и улучшения работы с приложениями.
Тед Хентер и Рекс Скиппер написали исходный код JAWS в середине 1980-х, а версию 2.0 выпустили в середине 1990 года, после чего Скиппер ушёл из компании и ему на смену пришёл Чарльз Опперманн для поддержки и совершенствования программы. Опперманн и Хентер регулярно добавляли как мелкие функции, так и крупные дополнения. Выпуск новых версий происходил очень часто. Загрузить JAWS для MS-DOS можно бесплатно с сайта Freedom Scientific.
В 1993 году Хентер и Джойс выпустили усовершенствованную версию JAWS для обучения людей с ограниченными возможностями. Эта программа, WordScholar, больше не выпускается.

### JAWS для Windows
В 1992 году, когда Microsoft Windows стала занимать доминирующие позиции на рынке, Опперманн приступил к работе над новой версией JAWS. Интерфейс изменён не был. Бета-версии JAWS для Windows (JFW) были продемонстрированы на конференциях в 1993 и 1994 годах. В течение этого времени разработчик Глен Гордон начал работу над кодом, в конечном счете, став главным разработчиком, после перехода Опперманна в Microsoft в ноябре 1994 года. Вскоре после этого, в январе 1995 года, вышла финальная версия JAWS для Windows 1.0.
В настоящее время новая версия JAWS для Windows выходит раз в год, с небольшими изменениями. Последняя версия 2018.1805.33 вышла в мае 2018 года.

## История версий
| Версия   | Дата выпуска          | Изменения |
| -------- | --------------------- | --- |
| JFW 1.0  | Январь 1995 года      | - Первая версия для Windows, поддержка Windows 3.1 и Windows for Workgroups 3.11. |
| JFW 2.0  | Примерно 1996 год     | - Добавлена поддержка Windows 95. |
| JFW 4.0  | 14 сентября 2001 года | - Глобальное изменение интерфейса. - Появление справки и «горячих клавиш». |
| JFW 4.5  | 30 августа 2002 года  | - Поддержка «горячих клавиш» в Internet Explorer для навигации по страницам. |
| JFW 5.0  | 9 октября 2003 года   | - Многочисленные улучшения для навигации по интернету. - Голосовой и звуковой менеджер для управления шрифтами и элементами страниц. |
| JFW 6.0  | 3 марта 2005 года     | - Внедрение активации лицензии программы через Интернет - Введение индивидуальной пользовательской настройки |
| JFW 7.0  | 14 октября 2005 года  | - Выпуск портативной версии, устанавливаемой на USB-флеш-накопитель. - Поддержка Mozilla Firefox. - Больше не поддерживает Windows 95. |
| JFW 7.1  | 21 июня 2006 года     | - Автоматическое обновление. - Переход на движок Document Object Model для отображения HTML. |
| JFW 8.0  | 17 ноября 2006 года   | - Поставляется с синтезаторами речи RealSpeak Solo SAPI 5. - Больше не поддерживает Windows 98 и Windows ME. - Поддержка Windows Vista. |
| JFW 9.0  | 19 ноября 2007 года   | - Поддержка написания веб-страниц на языке HTML - Новое диалоговое окно «Настройки JAWS». |
| JFW 10.0 | 3 ноября 2008 года    | - Представлен JAWS Tandem, позволяющий пользователю JAWS получить доступ к другому компьютеру, на котором запущен JAWS (почти как удалённый рабочий стол) - Поддержка iTunes 8 версии и iTunes Store |
| JFW 11.0 | 23 октября 2009 года  | - Research It (англ. «Узнай это») — новая возможность быстрого доступа к такой информации, как значения слов, прогнозы погоды и спортивные результаты - Теперь поставляется на DVD вместо CD - Поставляется с полнофункциональной, а не демо-версией FSReader 2.0                                                                                                   |
| JFW 12.0 | 21 октября 2010 года  | - Разработан Центр настроек взамен старого менеджера конфигурации для более лёгкой смены настроек - Позволяет стабильную навигацию по лентам, используя «виртуальное ленточное меню» - Поддерживает спецификацию ARIA для повышения доступности веб-страниц людям с ограниченными возможностями здоровья                                                            |
| JFW 13.0 | 24 октября 2011 года  | - Встроенная функция оптического распознавания графики - Поддержка JAWS-курсора в Internet Explorer 9 - Переработанная поддержка Microsoft Word |
| JFW 14.0 | 22 октября 2012 года  | - Новая функция — «Гибкий Интернет-сёрфинг» (Flexible Web), предоставляющая возможность конфигурировать представление гипертекстовых документов в виртуальном курсоре, исключая из него ненужные пользователю элементы - Поддержка виртуального курсора в Microsoft Office Outlook 2007 и 2010 - Поддержка синтезаторов речи Vocalizer Direct - Поддержка Windows 8 |
| JFW 15.0 | 28 октября 2013 года  | - Поддержка Windows 8.1 - Поддержка синтезаторов речи Vocalizer Expressive - Поддержка сенсорного экрана в Windows 8 - Встроенная поддержка Skype |
| JFW 16.0 | декабрь 2014 года     | - Встроенная поисковая система для JAWS-команд - Улучшенное распознавание документов PDF - Внедрение поддержки MathML - Расширенная поддержка языка в голосовых профилях - Прекращение поддержки Windows XP |
| JFW 17.0 | ноябрь 2015 года      | - Новый звук индикации для ссылок - Возможность создания специальных скриптов для веб-страниц и веб-приложений - Поддержка JAWS Touch Screen - Добавлено уведомление об ориентации планшета |
| JFW 18.0 | декабрь 2016 года     | - Поддержка Vocalizer Expressive 2.2 Voices - Улучшения с поддержкой JAWS Touch - Улучшенная поддержка Google Docs |